# Adama usambarae
Adama usambarae är en insektsart som beskrevs av Melichar 1905. Adama usambarae ingår i släktet Adama och familjen dvärgstritar. Inga underarter finns listade i Catalogue of Life.